# Dichroa febrifuga
Dichroa febrifuga är en hortensiaväxtart som beskrevs av João de Loureiro. Dichroa febrifuga ingår i släktet Dichroa och familjen hortensiaväxter. Inga underarter finns listade i Catalogue of Life.

## Bildgalleri

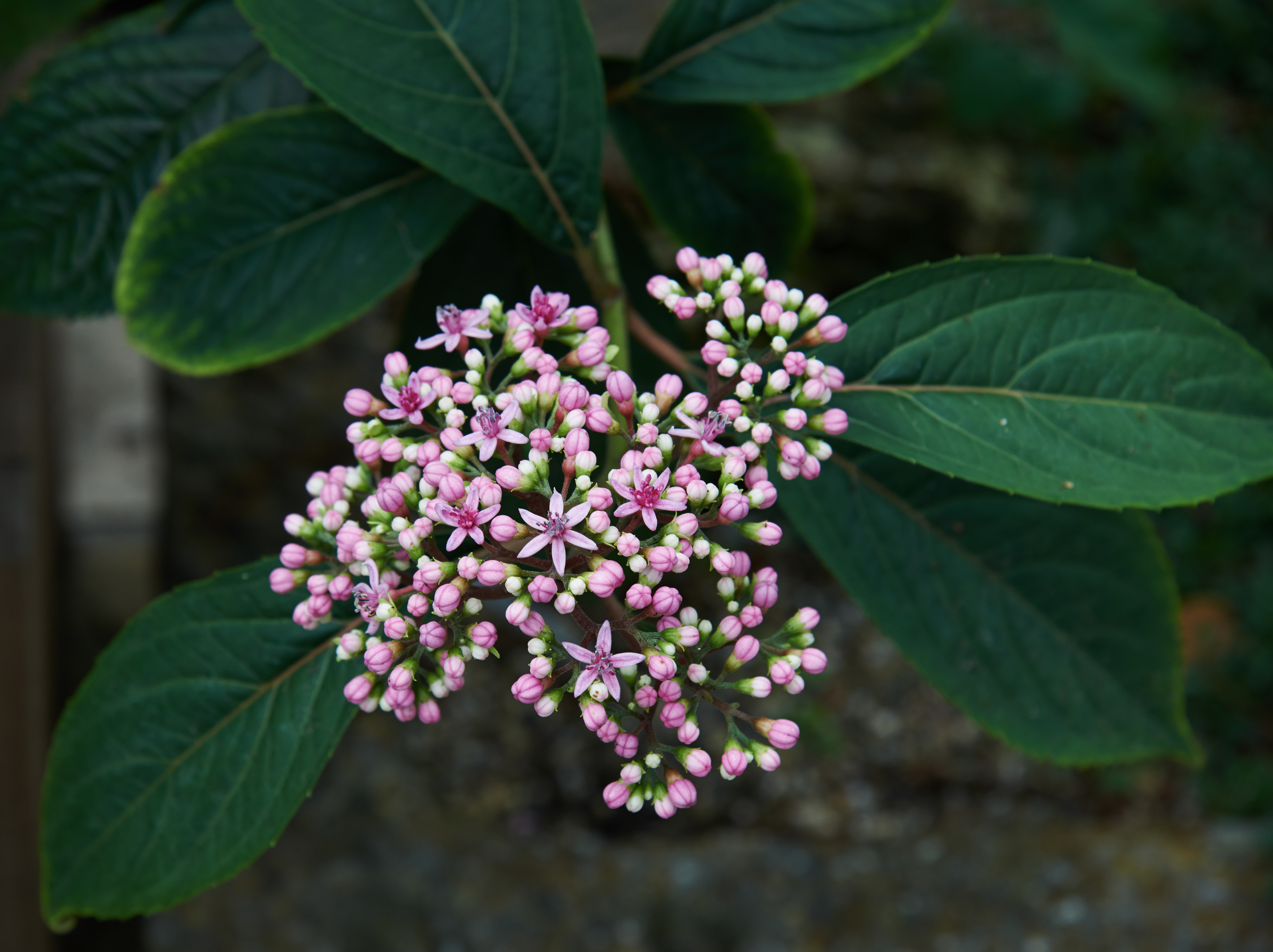
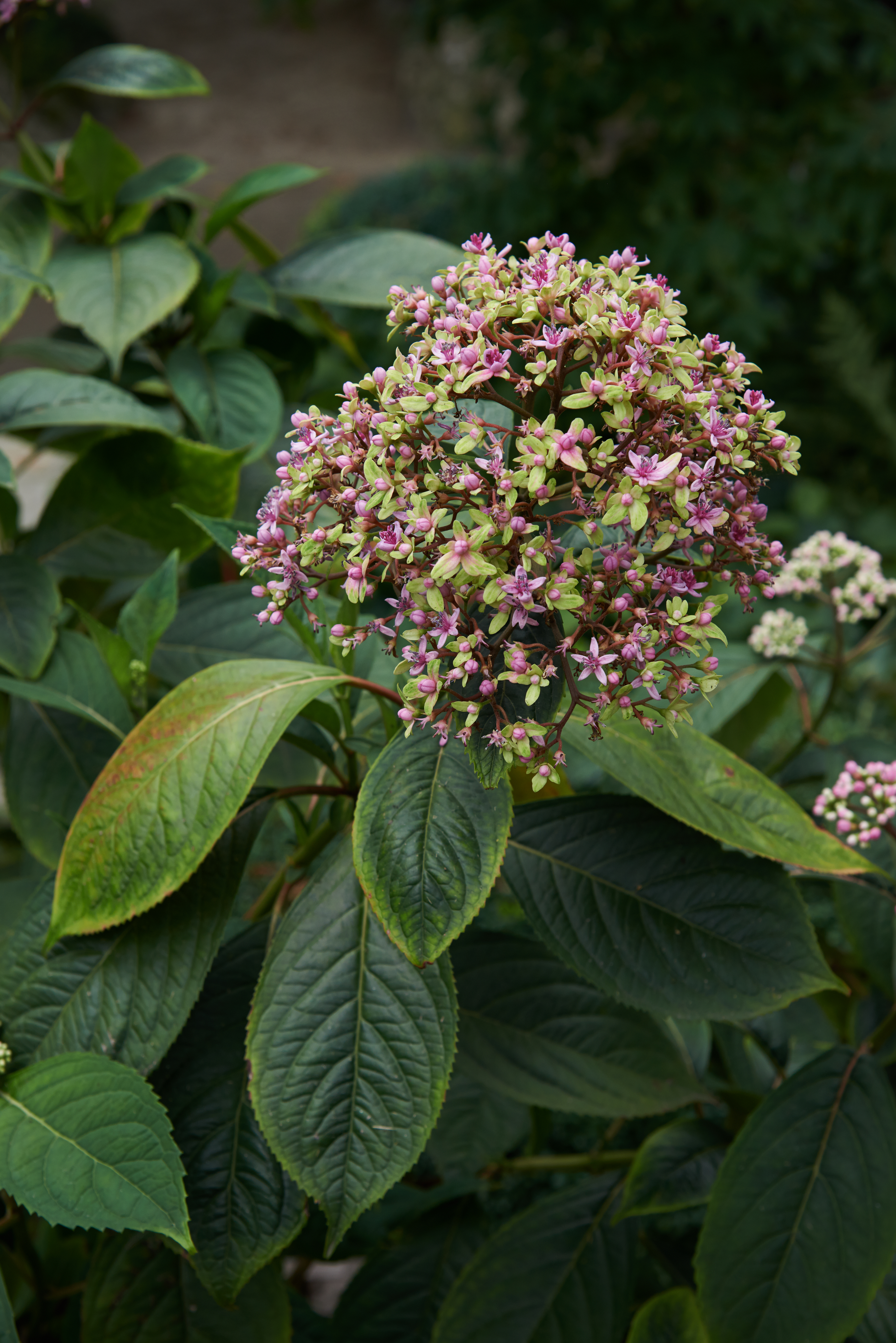
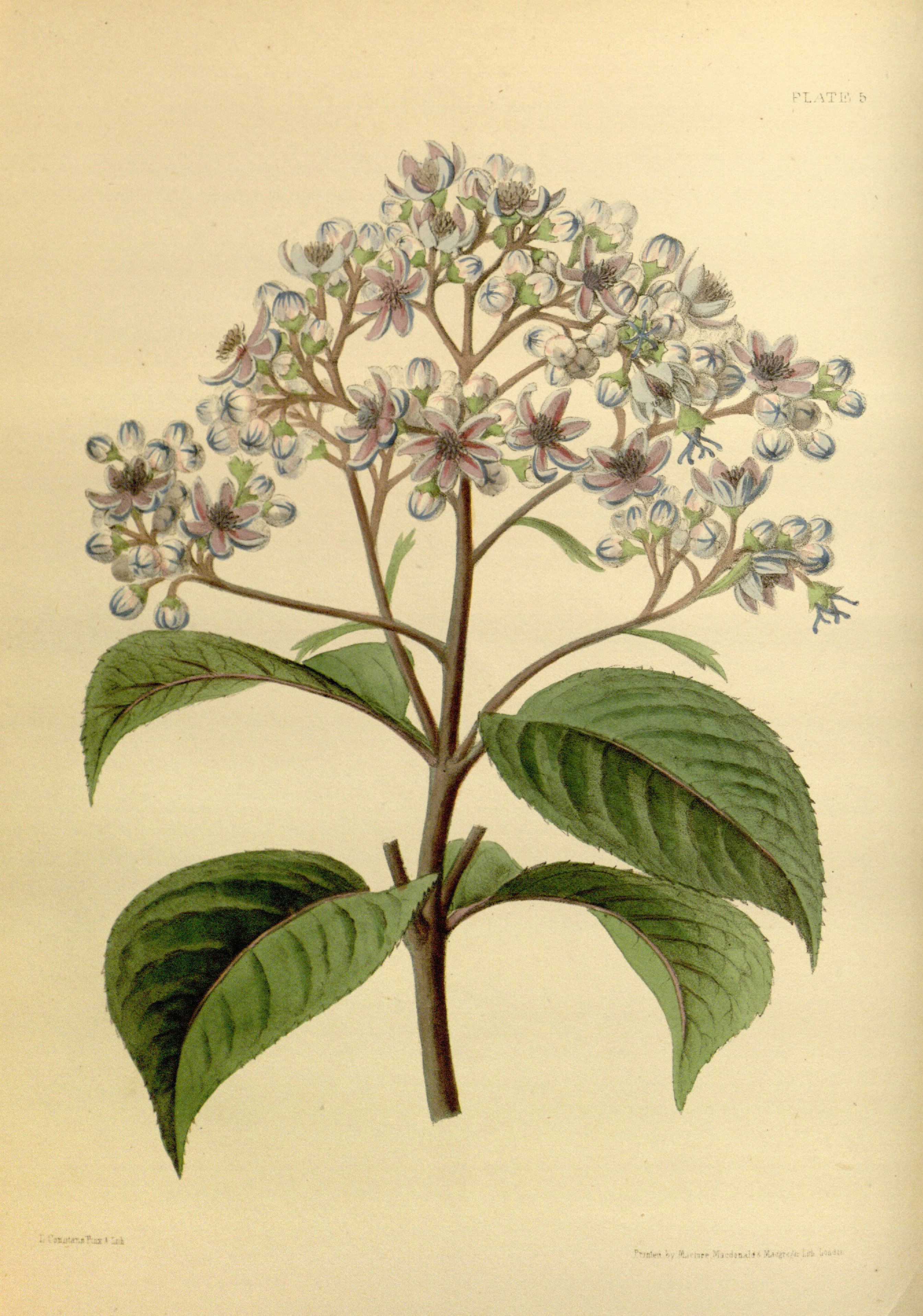
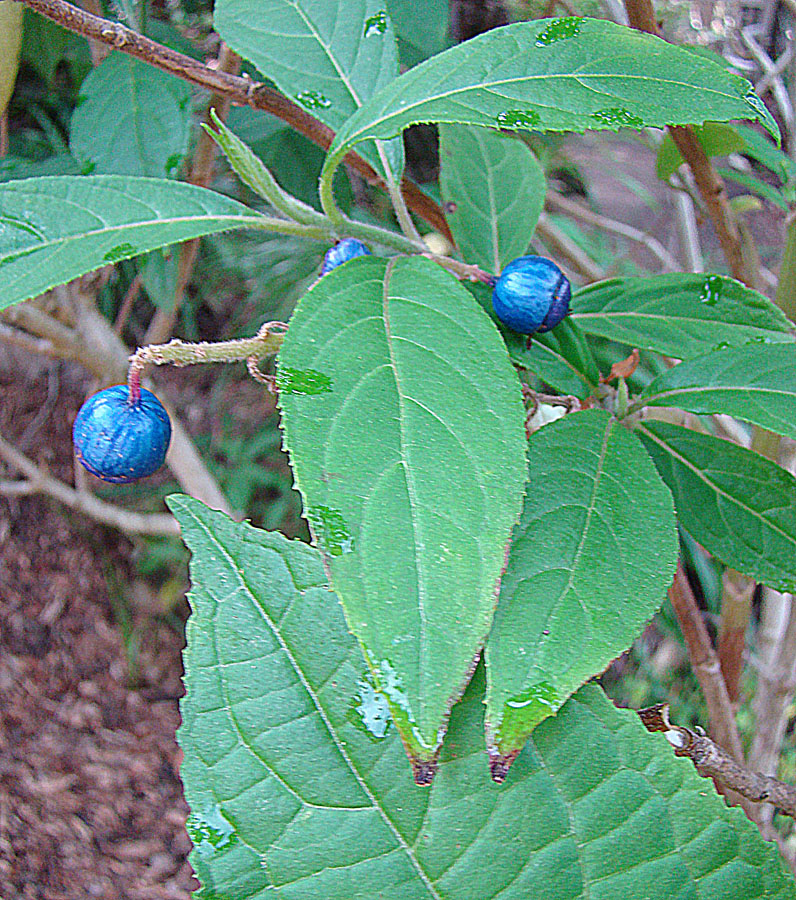